# Peperomia ruscifolia
Peperomia ruscifolia là một loài thực vật có hoa trong họ Hồ tiêu. Loài này được Kunth miêu tả khoa học đầu tiên năm 1815.